# サムエル・アダメス
サムエル・アダメス（Samuel Adames、1994年9月27日 - ）は、ドミニカ共和国アスア州出身のプロ野球選手（投手）。北米独立リーグであるメキシカンリーグのレオン・ブラボーズ所属。

## 経歴

### プロ入りとロイヤルズ傘下時代
2014年にアマチュアFAとしてカンザスシティ・ロイヤルズと契約。ルーキー級のドミニカン・サマーリーグで2年間プレーし、22試合に登板、3勝2敗1セーブ、防御率3.56という成績で、被本塁打を1本も許さなかった。

### 巨人時代
2016年4月18日に読売ジャイアンツが育成契約での獲得を発表した。背番号は025。
2016年は二軍での登板はなかった。
2017年は開幕を二軍で迎えると、3月19日の対東京ヤクルトスワローズ戦では、先発として6回を投げ、4安打3三振無失点の好投で二軍初勝利をあげた。この年はイースタン・リーグ26試合に登板し、4勝4敗、防御率3.16の成績を残した。
2018年は二軍で主にクローザーとして起用され、6月15日までに19試合登板、1勝1敗、防御率2.18、リーグトップとなる11セーブを記録。6月16日に支配下選手登録された。背番号は92。即日一軍登録され、24日の東京ヤクルトスワローズ戦でデビュー。一軍では中継ぎや抑えとして28試合に登板し、0勝2敗4セーブ3ホールドを挙げた。
2019年は外国人枠の関係もあり前年より登板数が減少し、また防御率も6点台に悪化した。10月1日、球団から来シーズンの契約を結ばないことを通告された。オフの10月28日に第2回WBSCプレミア12のドミニカ共和国代表に選出された。

### 巨人退団後
2020年2月20日に北米独立リーグであるフロンティアリーグのケベック・キャピタルズと契約したが、新型コロナウイルスの感染拡大によりこの年のリーグが開催されなかったため、公式戦に出場することなく退団した。
2021年1月8日にメキシカンリーグのドゥランゴ・ジェネラルズと契約した。6試合に登板したが、0勝2敗、防御率24.92という成績に終わり、6月1日に自由契約となった。
2021年11月、フロンティアリーグのケベック・キャピタルズと再契約した。2022年はリリーフエースとして37試合に出場し、5勝5敗12セーブ、防御率2.52を記録した。
2023年2月6日、北米独立リーグであるアメリカン・アソシエーションのウィニペグ・ゴールドアイズにトレード移籍した。
2024年2月16日、メキシカンリーグのレオン・ブラボーズと契約した。

## 選手としての特徴
193センチの長身からスリークォーターで最速157km/hの速球とツーシーム、スライダー、チェンジアップを投げる。
2014年に契約したロイヤルズではドミニカのルーキーリーグでしかプレーしておらず、以降も日本、メキシコ、カナダの球団（及びドミニカ、コロンビア、ニカラグアのウィンターリーグ）という所属経歴であり、2023年現在、アメリカ合衆国を拠点とするチームに所属してアメリカ本土でプレーした経験がない。

## 詳細情報

### 年度別投手成績
| 年 度    | 球 団    | 登 板 | 先 発 | 完 投 | 完 封 | 無 四 球 | 勝 利 | 敗 戦 | セ 丨 ブ | ホ 丨 ル ド | 勝 率 | 打 者 | 投 球 回 | 被 安 打 | 被 本 塁 打 | 与 四 球 | 敬 遠 | 与 死 球 | 奪 三 振 | 暴 投 | ボ 丨 ク | 失 点 | 自 責 点 | 防 御 率 | W H I P |
| -------- | -------- | ----- | ----- | ----- | ----- | -------- | ----- | ----- | -------- | ----------- | ----- | ----- | -------- | -------- | ----------- | -------- | ----- | -------- | -------- | ----- | -------- | ----- | -------- | -------- | ------- |
| 2018     | 巨人     | 28    | 0     | 0     | 0     | 0        | 0     | 2     | 4        | 3           | .000  | 141   | 32.0     | 30       | 2           | 20       | 2     | 1        | 19       | 2     | 0        | 14    | 14       | 3.94     | 1.56    |
| 2019     | 巨人     | 11    | 0     | 0     | 0     | 0        | 0     | 1     | 0        | 3           | .000  | 40    | 9.1      | 10       | 2           | 4        | 0     | 0        | 4        | 0     | 0        | 7     | 7        | 6.75     | 1.50    |
| NPB：2年 | NPB：2年 | 39    | 0     | 0     | 0     | 0        | 0     | 3     | 4        | 6           | .000  | 181   | 41.1     | 40       | 4           | 24       | 2     | 1        | 23       | 2     | 0        | 21    | 21       | 4.57     | 1.55    |

- 2019年度シーズン終了時

### 年度別守備成績
| 年 度 | 球 団 | 投手  | 投手  | 投手  | 投手  | 投手  | 投手     |
| 年 度 | 球 団 | 試 合 | 刺 殺 | 補 殺 | 失 策 | 併 殺 | 守 備 率 |
| ----- | ----- | ----- | ----- | ----- | ----- | ----- | -------- |
| 2018  | 巨人  | 28    | 1     | 11    | 0     | 0     | 1.000    |
| 2019  | 巨人  | 11    | 1     | 3     | 0     | 1     | 1.000    |
| 通算  | 通算  | 39    | 2     | 14    | 0     | 1     | 1.000    |

- 2019年度シーズン終了時

### 投手記録
- 初登板：2018年6月24日、対東京ヤクルトスワローズ11回戦（東京ドーム）、9回表に4番手として救援登板、1回無失点
- 初奪三振：2018年6月26日、対広島東洋カープ8回戦（MAZDA Zoom-Zoom スタジアム広島）、4回裏に3番手で救援登板、ヘロニモ・フランスアから見逃し三振
- 初セーブ：2018年8月4日、対中日ドラゴンズ16回戦（ナゴヤドーム）、9回表に4番手で救援登板・完了、1回無失点
- 初ホールド：2018年8月11日、対広島東洋カープ18回戦（MAZDA Zoom-Zoom スタジアム広島）、9回裏に3番手で救援登板、1回無失点

### 背番号
- 025  （2016年 - 2018年途中）
- 92  （2018年途中 - 2019年）

### 登場曲
- Daddy Yankee「Jefe」（2018年）
- Daddy Yankee「Con CaIma（feat.Snow）」（2019年）

### 代表歴
- 2019 WBSCプレミア12ドミニカ共和国代表